# Hydropsyche ornatula
Hydropsyche ornatula là một loài Trichoptera trong họ Hydropsychidae. Chúng phân bố ở miền Cổ bắc.